# Bohas
Bohas est une ancienne commune française du département de l'Ain. En 1974, la commune fusionne avec Meyriat et Rignat pour former la commune de Bohas-Meyriat-Rignat.

## Toponymie
Le nom de la localité est attesté sous les formes Bua en 1250, Buas. Ce toponyme dérive de Badacho, anthroponyme germanique.

## Histoire
Paroisse (Ecclesia de Bodago, de Boaco, villa de Buaz, Bua, Buas, Boha, Bohaz) sous le vocable de saint Martin. Le droit de nomination à la cure passa en 1742, de l'abbé de Saint-Claude à l’archevêques de Lyon.
L'église de Bohas fut confirmée, en 1184, à l'abbaye de Saint-Claude par l'empereur Frédéric Barberousse.
Le curé percevait, pour son entretien, la moitié des dîmes.
Le village, qui appartenait de toute ancienneté aux sires de Coligny, fut légué, en 1232, par Gui de la Tour, archidiacre de Lyon, à Humbert de la Tour son neveu. Cette terre fut inféodée dans la suite aux seigneurs de Buenc ou Bohan, qui l'aliénèrent, avec toute sa justice et sa maison forte (Maison forte de Bohas), à ceux de Nancuyse.
Guyot de Nancuyse en fit hommage, en 1375, à Humbert de la Baume. Elle resta dans cette famille jusqu'à Antoinette de la Baume, femme en premières noces d'un seigneur de la Grange-Jean-Bal, et en secondes d'un seigneur de Joudes-Montjouvent. De chacun de ces lits elle laissa un fils ; tous deux possédèrent la seigneurie de Bohas d'une manière indivise, suivant convention faite entr'eux le 14 septembre 1477. Leurs descendants se la partagèrent en 1555. À François Bal, dit de Nancuyse, échut la maison de Bohas proprement dite, avec la haute justice ; à Claude de Montjouvent, une autre maison qui reçut, pour la distinguer de la première, le nom de Bohas-Montjouvent.
François Bal légua sa part à Philibert de Coligny, seigneur de Crecia. Madeleine de Berny, veuve de François Hérard, bourgeois de Lyon, l'acquit et la transmit à François Loubat, écuyer, son petit-fils, par testament daté du 11 août 1660. La postérité de ce dernier jouissait de Bohas en 1789.
En 1974, la commune fusionne avec Meyriat et Rignat sous la commune de Bohas-Meyriat-Rignat. La commune obtient le statut de commune associée jusqu'en 2000 où la fusion-association de la commune et de Meyriat est transformée en fusion simple. Quant à Rignat, elle possède toujours le statut de commune associée.
Bohas-Montjouvent
Seigneurie avec maison noble, moyenne et basse justice, démembrée de la terre de Bohas, suivant partage fait, le 30 novembre 1555, entre François Bal, dit de Nancuyse, et Claude de Montjouvent, seigneur du Chanay.
La famille de Montjouvent la posséda jusqu'à la fin du XVIIe siècle. Elle passa depuis à celle de Gayot. Jean-Baptiste Gayot-Mascranny la vendit, le 14 mars 1766, à Claude-Marie Loubat, seigneur de Bohas, qui en donna le dénombrement en 1775.

## Population et société

### Démographie
| 1793 | 1800 | 1806 | 1821 | 1831 | 1836 | 1841 | 1846 | 1851 |
| ---- | ---- | ---- | ---- | ---- | ---- | ---- | ---- | ---- |
| 355  | 319  | 326  | 356  | 409  | 323  | 344  | 353  | 368  |

| 1856 | 1861 | 1866 | 1872 | 1876 | 1881 | 1886 | 1891 | 1896 |
| ---- | ---- | ---- | ---- | ---- | ---- | ---- | ---- | ---- |
| 355  | 350  | 317  | 306  | 303  | 295  | 304  | 278  | 290  |

| 1901 | 1906 | 1911 | 1921 | 1926 | 1931 | 1936 | 1946 | 1954 |
| ---- | ---- | ---- | ---- | ---- | ---- | ---- | ---- | ---- |
| 298  | 296  | 296  | 250  | 260  | 261  | 250  | 240  | 202  |

| 1962 | 1968 | - | - | - | - | - | - | - |
| ---- | ---- | - | - | - | - | - | - | - |
| 181  | 159  | - | - | - | - | - | - | - |

## Pour approfondir